# Chionaema tegyra
Chionaema tegyra là một loài bướm đêm thuộc phân họ Arctiinae, họ Erebidae.